# حكومة صائب سلام الرابعة
الحكومة اللبنانية الثانية والثلاثون بعد الاستقلال، والخامسة بعهد الرئيس فؤاد شهاب، وهي رابع حكومة يترأسها صائب سلام. شكلت الحكومة بموجب المرسوم رقم 6785 بتاريخ 20 أيار / مايو 1961، ونالت الثقة بموجب 46 صوتاً ضد 44 صوتاً وامتناع 1. استقالت الحكومة بتاريخ 31 تشرين الأول / أكتوبر 1961.

## أعضاء الحكومة
- صائب سلام رئيساً لمجلس الوزراء ووزيراً للدفاع الوطني.
- فيليب بولس نائباً لرئيس مجلس الوزراء ووزيراً للاقتصاد الوطني ووزيراً للسياحة ووزيراً للعدلية.
- عبد الله المشنوق وزيراً للإرشاد والأنباء ووزيراً للداخلية.
- كمال جنبلاط وزيراً للأشغال العامة والنقل ووزيراً للتصميم العام.
- سليمان فرنجية وزيراً للبرق والبريد والهاتف ووزيراً للزراعة.
- محمد صفي الدين وزيراً للتربية الوطنية والفنون الجميلة ووزيراً للعمل والشئون الاجتماعية.
- فيليب تقلا وزيراً للخارجية والمغتربين
- بيار الجميل وزيراً للصحة العامة ووزيراً للمالية.

## وصلات خارجية
- موقع رئاسة مجلس الوزراء الرسمي